# کاینا
کاینا (به لاتین: Caina) یک شهرک در جمهوری خلق چین است که در شهرستان کوشو واقع شده‌است.